# Samson et Dalila (film, 1902)
Pour les articles homonymes, voir Samson et Dalila (homonymie).
Pour plus de détails, voir Fiche technique et Distribution.
Samson et Dalila est un film français réalisé par Ferdinand Zecca, sorti en 1902. 
Ce film muet en noir et blanc s'inspire du récit biblique de Samson et Dalila, extrait du Livre des Juges.

## Fiche technique
- Titre original : Samson et Dalila
- Réalisation : Ferdinand Zecca
- Société de production : Pathé Frères
- Société de distribution : Pathé Frères (France)
- Pays d'origine :  France
- Langue : français
- Format : Noir et blanc – 1,33:1 – 35 mm – Muet
- Genre : film historique
- Longueur de pellicule : 140 m en 8 tableaux
- Année : 1902
- Dates de sortie :
  -  France : 1902
  -  États-Unis : 25 avril 1904
- Autres titres connus :
  -  États-Unis : Samson and Delilah
  -  Espagne : Sansón y Dalila